# Speleomantes sarrabusensis
Speleomantes sarrabusensis – gatunek płaza ogoniastego z rodziny bezpłucnikowatych (Plethodontidae). Występuje endemicznie w okolicach góry Monte dei Sette Fratelli w południowo-wschodniej części włoskiej wyspy Sardynii. Dorasta do 12,3 cm długości, a jego grzbiet pokryty jest plamami w kolorze od żółtego do zielonkawego. Gatunek krytycznie zagrożony (CR) w związku ze znaczącym spadkiem w rozmiarach populacji oraz bardzo niewielkim zasięgiem występowania. Płaz ten może być również podatny na infekcje patogenicznego grzyba Batrachochytrium salamandrivorans.

## Systematyka
Takson ten został opisany w 2001 roku pod nazwą Speleomantes imperialis sarrabusensis, czyli jako podgatunek jaskinnicy cesarskiej (Speleomantes imperialis). Analizy filogenetyczne, których wyniki opublikowano online w 2007 roku, wykazały, że stanowi on osobny gatunek.  

## Wygląd
Od jaskinnicy cesarskiej S. sarrabusensis różni się mniejszym rozmiarem – dorasta do 11,1 cm u samców i 12,3 cm u samic. Nie wydziela również zapachu. Grzbiet pokryty plamami lub kropkami w kolorze od żółtego do zielonkawego, które tworzą wzór przypominające porost. Czasami na spodzie ciała występują mniejsze i mniej wyraźne plamki niż u jaskinnicy cesarskiej. Niekiedy na kończynach i spodzie ogona widoczny jest różowy pigment. Ponadto jest jedynym gatunkiem Speleomantes, u którego zaobserwowano autotomię ogona.

## Zasięg występowania i siedlisko
Endemit – występuje wyłącznie w południowo-wschodniej części Sardynii – zasięg jest bardzo niewielki i wynosi 70 km². Spotykany jest wyłącznie w pobliżu góry Monte dei Sette Fratelli, na wysokości 200 – 850 m n.p.m. Zasiedla obszary, na których raczej nie występują jaskinie – spotykany jest w wilgotnych wychodniach skalnych, szczelinach i obszarach zalesionych. Być może jedyny żyworodny przedstawiciel Speleomantes.

## Status i ochrona
IUCN klasyfikuje Speleomantes sarrabusensis jako gatunek krytycznie zagrożony, jako że w ciągu ostatnich 3 pokoleń (15–30 lat) zanotowano spadek populacji wynoszący 80%, co spowodowane było niezidentyfikowanym patogenem, zanieczyszczeniem albo zmianą klimatu. Ponadto zasięg występowania płaza jest bardzo niewielki (70 km²) i odnotowuje się spadek liczebności osobników z powodu nadmiernego odłowu. Gatunek ten może być lokalnie pospolity, ale jest trudny w obserwacji z powodu skrytej natury. Ponadto może być również wrażliwy na infekcje patogenicznego grzyba Batrachochytrium salamandrivorans, jako że testy laboratoryjne wykazały podatność na owe infekcje u spokrewnionych gatunków Speleomantes.
Jego siedlisko nie jest zagrożone, jako że gatunek ten występuje w całości na obszarze chronionym – Parco Naturale Regionale „Sette Fratelli-Monte Genis”. W ochronie pomóc mogą badania nad B. salamandrivorans.